# 4 Heures de Silverstone 1996
Navigation
Édition précédente Édition suivante
Les 4 Heures de Silverstone 1996, disputées le 12 mai 1996 sur le circuit de Silverstone, sont la quatrième manche du championnat BPR 1996.

## Course

### Classement de la course
Classement à l'issue de la course (vainqueurs de catégorie en gras), :
| Pos.   | Catégorie | N° | Écurie                                     | Pilotes                                                | Châssis                        | Pneus | Tours |
| Pos.   | Catégorie | N° | Écurie                                     | Pilotes                                                | Moteur                         | Pneus | Tours |
| ------ | --------- | -- | ------------------------------------------ | ------------------------------------------------------ | ------------------------------ | ----- | ----- |
| 1      | GT1       | 3  | Harrods Mach One Racing David Price Racing | Andy Wallace Olivier Grouillard                        | McLaren F1 GTR                 | G     | 125   |
| 1      | GT1       | 3  | Harrods Mach One Racing David Price Racing | Andy Wallace Olivier Grouillard                        | BMW S70 6.1L V12               | G     | 125   |
| 2      | GT1       | 22 | Lotus Racing Team                          | Jan Lammers Perry McCarthy                             | Lotus Esprit V8 Turbo          | M     | 125   |
| 2      | GT1       | 22 | Lotus Racing Team                          | Jan Lammers Perry McCarthy                             | Lotus 3.5L Turbo V8            | M     | 125   |
| 3      | GT1       | 2  | Gulf Racing GTC Motorsport                 | James Weaver Ray Bellm                                 | McLaren F1 GTR                 | M     | 125   |
| 3      | GT1       | 2  | Gulf Racing GTC Motorsport                 | James Weaver Ray Bellm                                 | BMW S70 6.1L V12               | M     | 125   |
| 4      | GT1       | 24 | Bigazzi Team SRL BMW Motorsport            | Steve Soper Nelson Piquet                              | McLaren F1 GTR                 | M     | 125   |
| 4      | GT1       | 24 | Bigazzi Team SRL BMW Motorsport            | Steve Soper Nelson Piquet                              | BMW S70 6.1L V12               | M     | 125   |
| 5      | GT1       | 28 | Ennea Igol                                 | Jean-Marc Gounon Éric Bernard Paul Belmondo            | Ferrari F40 GTE                | P     | 125   |
| 5      | GT1       | 28 | Ennea Igol                                 | Jean-Marc Gounon Éric Bernard Paul Belmondo            | Ferrari 3.5L Turbo V8          | P     | 125   |
| 6      | GT1       | 1  | West Competition David Price Racing        | John Nielsen Thomas Bscher                             | McLaren F1 GTR                 | G     | 124   |
| 6      | GT1       | 1  | West Competition David Price Racing        | John Nielsen Thomas Bscher                             | BMW S70 6.1L V12               | G     | 124   |
| 7      | GT1       | 27 | Ennea Igol                                 | Anders Olofsson Luciano della Noce                     | Ferrari F40 GTE                | P     | 123   |
| 7      | GT1       | 27 | Ennea Igol                                 | Anders Olofsson Luciano della Noce                     | Ferrari 3.5L Turbo V8          | P     | 123   |
| 8      | GT1       | 40 | Pilot Pen Racing                           | Michel Ferté Olivier Thévenin                          | Ferrari F40 LM                 | M     | 122   |
| 8      | GT1       | 40 | Pilot Pen Racing                           | Michel Ferté Olivier Thévenin                          | Ferrari 3.0L Turbo V8          | M     | 122   |
| 9      | GT1       | 11 | Konrad Motorsport                          | Bob Wollek Franz Konrad                                | Porsche 911 GT2 Evo            | M     | 121   |
| 9      | GT1       | 11 | Konrad Motorsport                          | Bob Wollek Franz Konrad                                | Porsche 3.6L Turbo Flat-6      | M     | 121   |
| 10     | GT2       | 83 | Marcos Racing International                | Cor Euser Thomas Erdos                                 | Marcos LM600                   | D     | 119   |
| 10     | GT2       | 83 | Marcos Racing International                | Cor Euser Thomas Erdos                                 | Chevrolet 6.0L V8              | D     | 119   |
| 11     | GT1       | 25 | Bigazzi Team SRL BMW Motorsport            | Jacques Laffite Marc Duez                              | McLaren F1 GTR                 | M     | 118   |
| 11     | GT1       | 25 | Bigazzi Team SRL BMW Motorsport            | Jacques Laffite Marc Duez                              | BMW S70 6.1L V12               | M     | 118   |
| 12     | GT2       | 60 | Oberbayern Motorsport                      | Jürgen von Gartzen Patrick Huisman                     | Porsche 911 GT2                | P     | 118   |
| 12     | GT2       | 60 | Oberbayern Motorsport                      | Jürgen von Gartzen Patrick Huisman                     | Porsche 3.6L Turbo Flat-6      | P     | 118   |
| 13     | GT2       | 92 | New Hardware Parr Motorsport               | Stéphane Ortelli Robert Nearn Andy Pilgrim             | Porsche 911 GT2                | P     | 118   |
| 13     | GT2       | 92 | New Hardware Parr Motorsport               | Stéphane Ortelli Robert Nearn Andy Pilgrim             | Porsche 3.6L Turbo Flat-6      | P     | 118   |
| 14     | GT2       | 55 | Stadler Motorsport                         | Lilian Bryner Enzo Calderari                           | Porsche 911 GT2                | P     | 118   |
| 14     | GT2       | 55 | Stadler Motorsport                         | Lilian Bryner Enzo Calderari                           | Porsche 3.6L Turbo Flat-6      | P     | 118   |
| 15     | GT2       | 96 | Larbre Compétition                         | Patrice Goueslard André Ahrlé Jean-Pierre Malcher      | Porsche 911 GT2                | P     | 117   |
| 15     | GT2       | 96 | Larbre Compétition                         | Patrice Goueslard André Ahrlé Jean-Pierre Malcher      | Porsche 3.6L Turbo Flat-6      | P     | 117   |
| 16     | GT1       | 8  | BBA Compétition                            | Jean-Luc Maury-Laribière Hans Hugenholtz Vincent Vosse | McLaren F1 GTR                 | D     | 117   |
| 16     | GT1       | 8  | BBA Compétition                            | Jean-Luc Maury-Laribière Hans Hugenholtz Vincent Vosse | BMW S70 6.1L V12               | D     | 117   |
| 17     | GT2       | 64 | Lanzante Motorsport                        | Paul Burdell Soames Langton Stanley Dickens            | Porsche 911 GT2                | M     | 116   |
| 17     | GT2       | 64 | Lanzante Motorsport                        | Paul Burdell Soames Langton Stanley Dickens            | Porsche 3.6L Turbo Flat-6      | M     | 116   |
| 18     | GT2       | 52 | Krauss Rennsporttechnik                    | Bernhard Müller Michael Trunk                          | Porsche 911 GT2                | P     | 116   |
| 18     | GT2       | 52 | Krauss Rennsporttechnik                    | Bernhard Müller Michael Trunk                          | Porsche 3.6L Turbo Flat-6      | P     | 116   |
| 19     | GT2       | 78 | Seikel Motorsport                          | Hermann Duller Helmut König                            | Porsche 911 GT2                | P     | 115   |
| 19     | GT2       | 78 | Seikel Motorsport                          | Hermann Duller Helmut König                            | Porsche 3.6L Turbo Flat-6      | P     | 115   |
| 20     | GT2       | 87 | RWS Brun Motorsport                        | Raffaele Sangiuolo Hans-Jörg Hofer Harald Becker       | Porsche 911 GT2                | P     | 115   |
| 20     | GT2       | 87 | RWS Brun Motorsport                        | Raffaele Sangiuolo Hans-Jörg Hofer Harald Becker       | Porsche 3.6L Turbo Flat-6      | P     | 115   |
| 21     | GT2       | 76 | Agusta Racing Team                         | Rocky Agusta Almo Coppelli                             | Callaway Corvette LM-GT        | D     | 115   |
| 21     | GT2       | 76 | Agusta Racing Team                         | Rocky Agusta Almo Coppelli                             | Chevrolet LT1 6.2L V8          | D     | 115   |
| 22     | GT1       | 43 | JCB Racing Raymond Touroul                 | Jean-Claude Basso Henri Pescarolo                      | Venturi 600 LM                 | D     | 114   |
| 22     | GT1       | 43 | JCB Racing Raymond Touroul                 | Jean-Claude Basso Henri Pescarolo                      | Renault PRV 3.0L Turbo V6      | D     | 114   |
| 23     | GT2       | 90 | Robert Sikkens Racing                      | Angelo Zadra Maurizio Monforte Luca Drudi              | Porsche 911 GT2                | G     | 114   |
| 23     | GT2       | 90 | Robert Sikkens Racing                      | Angelo Zadra Maurizio Monforte Luca Drudi              | Porsche 3.6L Turbo Flat-6      | G     | 114   |
| 24     | GT2       | 50 | Stadler Motorsport                         | Uwe Sick Charles Margueron Renato Mastropietro         | Porsche 911 GT2                | P     | 114   |
| 24     | GT2       | 50 | Stadler Motorsport                         | Uwe Sick Charles Margueron Renato Mastropietro         | Porsche 3.6L Turbo Flat-6      | P     | 114   |
| 25     | GT1       | 16 | Karl Augustin                              | Karl Augustin Alfred Gramsel Ernest Gschwender         | Porsche 911 GT2 Cetoni         | G     | 113   |
| 25     | GT1       | 16 | Karl Augustin                              | Karl Augustin Alfred Gramsel Ernest Gschwender         | Porsche 3.6L Turbo Flat-6      | G     | 113   |
| 26     | GT2       | 80 | M2 Team Porsche Club Belgium               | Thierry van Dalen Leo van Sande                        | Porsche 911 GT2                | P     | 113   |
| 26     | GT2       | 80 | M2 Team Porsche Club Belgium               | Thierry van Dalen Leo van Sande                        | Porsche 3.6L Turbo Flat-6      | P     | 113   |
| 27     | GT2       | 66 | EMKA Racing                                | Steve O'Rourke Guy Holmes Nick Mason                   | Porsche 911 GT2                | D     | 111   |
| 27     | GT2       | 66 | EMKA Racing                                | Steve O'Rourke Guy Holmes Nick Mason                   | Porsche 3.6L Turbo Flat-6      | D     | 111   |
| 28     | GT2       | 99 | Elf Haberthur Racing                       | Philippe Charriol Richard Balandras                    | Porsche 911 GT2                | P     | 111   |
| 28     | GT2       | 99 | Elf Haberthur Racing                       | Philippe Charriol Richard Balandras                    | Porsche 3.6L Turbo Flat-6      | P     | 111   |
| 29     | GT1       | 5  | Eric Graham                                | Eric Graham Michel Faraut David Velay                  | Venturi 600 LM                 | D     | 110   |
| 29     | GT1       | 5  | Eric Graham                                | Eric Graham Michel Faraut David Velay                  | Renault PRV 3.0L Turbo V6      | D     | 110   |
| 30     | GT2       | 85 | Gianluigi Locatelli                        | Gianluigi Locatelli Leonardo Maddalena                 | Porsche 993 Supercup           | ?     | 109   |
| 30     | GT2       | 85 | Gianluigi Locatelli                        | Gianluigi Locatelli Leonardo Maddalena                 | Porsche 3.8L Flat-6            | ?     | 109   |
| 31     | GT2       | 53 | Yellow Racing                              | Christian Heinkelé Tony Ring Henri-Louis Maunoir       | Ferrari F355 GT                | M     | 108   |
| 31     | GT2       | 53 | Yellow Racing                              | Christian Heinkelé Tony Ring Henri-Louis Maunoir       | Ferrari 3.5L V8                | M     | 108   |
| 32     | GT2       | 51 | Proton Competition                         | Peter Erl Gerold Ried                                  | Porsche 911 GT2                | P     | 106   |
| 32     | GT2       | 51 | Proton Competition                         | Peter Erl Gerold Ried                                  | Porsche 3.6L Turbo Flat-6      | P     | 106   |
| 33     | GT1       | 12 | Chardon des Dunes                          | Patrick Vuillaume Philippe De Craene                   | Porsche 911 GT2 Evo            | ?     | 102   |
| 33     | GT1       | 12 | Chardon des Dunes                          | Patrick Vuillaume Philippe De Craene                   | Porsche 3.6L Turbo Flat-6      | ?     | 102   |
| 34     | GT2       | 98 | Jérôme Brarda                              | Jérôme Brarda Erik Henriksen                           | Porsche 911 GT2                | ?     | 102   |
| 34     | GT2       | 98 | Jérôme Brarda                              | Jérôme Brarda Erik Henriksen                           | Porsche 3.6L Turbo Flat-6      | ?     | 102   |
| 35     | GT2       | 89 | Team Marcos Cirtek Motorsport              | Dave Warnock Robert Schirle Andy Purvis                | Marcos LM600                   | D     | 98    |
| 35     | GT2       | 89 | Team Marcos Cirtek Motorsport              | Dave Warnock Robert Schirle Andy Purvis                | Chevrolet 6.0L V8              | D     | 98    |
| 36     | GT1       | 29 | Ferrari Club Italia Ennea SRL              | Piero Nappi Max Angelelli                              | Ferrari F40 GTE                | P     | 95    |
| 36     | GT1       | 29 | Ferrari Club Italia Ennea SRL              | Piero Nappi Max Angelelli                              | Ferrari 3.5L Turbo V8          | P     | 95    |
| 37     | GT2       | 94 | TVR Engineering Ltd                        | Mark Hales Phil Andrews Dave Loudoun                   | TVR Cerbera GT                 | D     | 86    |
| 37     | GT2       | 94 | TVR Engineering Ltd                        | Mark Hales Phil Andrews Dave Loudoun                   | TVR Speed Six 4.5L I6          | D     | 86    |
| 38 DNF | GT2       | 70 | Jean-François Véroux                       | Jean-François Véroux Jean-Yves Moine Stéphane Leloup   | Porsche 911 GT2                | ?     | 109   |
| 38 DNF | GT2       | 70 | Jean-François Véroux                       | Jean-François Véroux Jean-Yves Moine Stéphane Leloup   | Porsche 3.6L Turbo Flat-6      | ?     | 109   |
| 39 DNF | GT2       | 81 | M2 Team Porsche Club Belgium               | Eddy van der Pluym Guy Grammet                         | Porsche 911 GT2                | P     | 108   |
| 39 DNF | GT2       | 81 | M2 Team Porsche Club Belgium               | Eddy van der Pluym Guy Grammet                         | Porsche 3.6L Turbo Flat-6      | P     | 108   |
| 40 DNF | GT2       | 88 | Konrad Motorsport                          | André Lara Resende Gualter Salles Roberto Aranha       | Porsche 911 GT2                | M     | 108   |
| 40 DNF | GT2       | 88 | Konrad Motorsport                          | André Lara Resende Gualter Salles Roberto Aranha       | Porsche 3.6L Turbo Flat-6      | M     | 108   |
| 41 DNF | GT1       | 4  | Larbre Compétition                         | Jean-Pierre Jarier Altfrid Heger Ralf Kelleners        | Porsche 911 GT2 Evo            | P     | 103   |
| 41 DNF | GT1       | 4  | Larbre Compétition                         | Jean-Pierre Jarier Altfrid Heger Ralf Kelleners        | Porsche 3.6L Turbo Flat-6      | P     | 103   |
| 42 DNF | GT2       | 65 | Roock Racing                               | François Lafon Lucien Guitteny Jean-Marc Smadja        | Porsche 911 GT2                | M     | 96    |
| 42 DNF | GT2       | 65 | Roock Racing                               | François Lafon Lucien Guitteny Jean-Marc Smadja        | Porsche 3.6L Turbo Flat-6      | M     | 96    |
| 43 DNF | GT2       | 77 | Seikel Motorsport                          | Manfred Jurasz Giuseppe Quargentan Hermann Bilz        | Porsche 911 GT2                | P     | 94    |
| 43 DNF | GT2       | 77 | Seikel Motorsport                          | Manfred Jurasz Giuseppe Quargentan Hermann Bilz        | Porsche 3.6L Turbo Flat-6      | P     | 94    |
| 44 DNF | GT2       | 56 | Roock Racing                               | Bruno Eichmann Gerd Ruch Michel Neugarten              | Porsche 911 GT2                | M     | 77    |
| 44 DNF | GT2       | 56 | Roock Racing                               | Bruno Eichmann Gerd Ruch Michel Neugarten              | Porsche 3.6L Turbo Flat-6      | M     | 77    |
| 45 DNF | GT1       | 23 | Chamberlain Engineering                    | Geoff Lister Nick Adams                                | Jaguar XJ220                   | G     | 72    |
| 45 DNF | GT1       | 23 | Chamberlain Engineering                    | Geoff Lister Nick Adams                                | Jaguar JV6 3.5L Turbo V6       | G     | 72    |
| 46 DNF | GT1       | 6  | Gulf Racing GTC Motorsport                 | Lindsay Owen-Jones Pierre-Henri Raphanel               | McLaren F1 GTR                 | M     | 71    |
| 46 DNF | GT1       | 6  | Gulf Racing GTC Motorsport                 | Lindsay Owen-Jones Pierre-Henri Raphanel               | BMW S70 6.1L V12               | M     | 71    |
| 47 DNF | GT1       | 49 | Freisinger Motorsport                      | Wolfgang Kaufmann Richard Dean Derek Bell              | Porsche 911 GT2 Evo            | G     | 61    |
| 47 DNF | GT1       | 49 | Freisinger Motorsport                      | Wolfgang Kaufmann Richard Dean Derek Bell              | Porsche 3.6L Turbo Flat-6      | G     | 61    |
| 48 DNF | GT2       | 97 | G-Force Racing                             | John Greasley John Morrison                            | Porsche 911 GT2                | ?     | 47    |
| 48 DNF | GT2       | 97 | G-Force Racing                             | John Greasley John Morrison                            | Porsche 3.6L Turbo Flat-6      | ?     | 47    |
| 49 DNF | GT1       | 9  | Franck Muller Watches Giroix Racing Team   | Jean-Denis Delétraz Fabien Giroix Didier Cottaz        | McLaren F1 GTR                 | M     | 45    |
| 49 DNF | GT1       | 9  | Franck Muller Watches Giroix Racing Team   | Jean-Denis Delétraz Fabien Giroix Didier Cottaz        | BMW S70 6.1L V12               | M     | 45    |
| 50 DNF | GT2       | 59 | Raymond Touroul                            | Raymond Touroul Didier Ortion Jean-Claude Lagniez      | Porsche 911 GT2                | ?     | 37    |
| 50 DNF | GT2       | 59 | Raymond Touroul                            | Raymond Touroul Didier Ortion Jean-Claude Lagniez      | Porsche 3.6L Turbo Flat-6      | ?     | 37    |
| 51 DNF | GT2       | 93 | New Hardware Parr Motorsport               | Hugh Price John Robinson Peter Owen                    | Porsche 911 GT2                | P     | 28    |
| 51 DNF | GT2       | 93 | New Hardware Parr Motorsport               | Hugh Price John Robinson Peter Owen                    | Porsche 3.6L Turbo Flat-6      | P     | 28    |
| 52 DNF | GT2       | 91 | V de V Racing Team                         | Eric van de Vyver Philippe Adams                       | Gillet Vertigo                 | M     | 15    |
| 52 DNF | GT2       | 91 | V de V Racing Team                         | Eric van de Vyver Philippe Adams                       | Ford Cosworth YB 2.0L Turbo I4 | M     | 15    |
| 53 DNF | GT1       | 21 | Lotus Racing Team                          | Mike Hezemans Alex Portman                             | Lotus Esprit V8 Turbo          | M     | 15    |
| 53 DNF | GT1       | 21 | Lotus Racing Team                          | Mike Hezemans Alex Portman                             | Lotus 3.5L Turbo V8            | M     | 15    |
| 54 DNF | GT2       | 73 | Morgan Motor Company                       | Charles Morgan William Wykeham                         | Morgan Plus 8 GTR              | D     | 1     |
| 54 DNF | GT2       | 73 | Morgan Motor Company                       | Charles Morgan William Wykeham                         | Rover V8 5.0L V8               | D     | 1     |